# Güecha

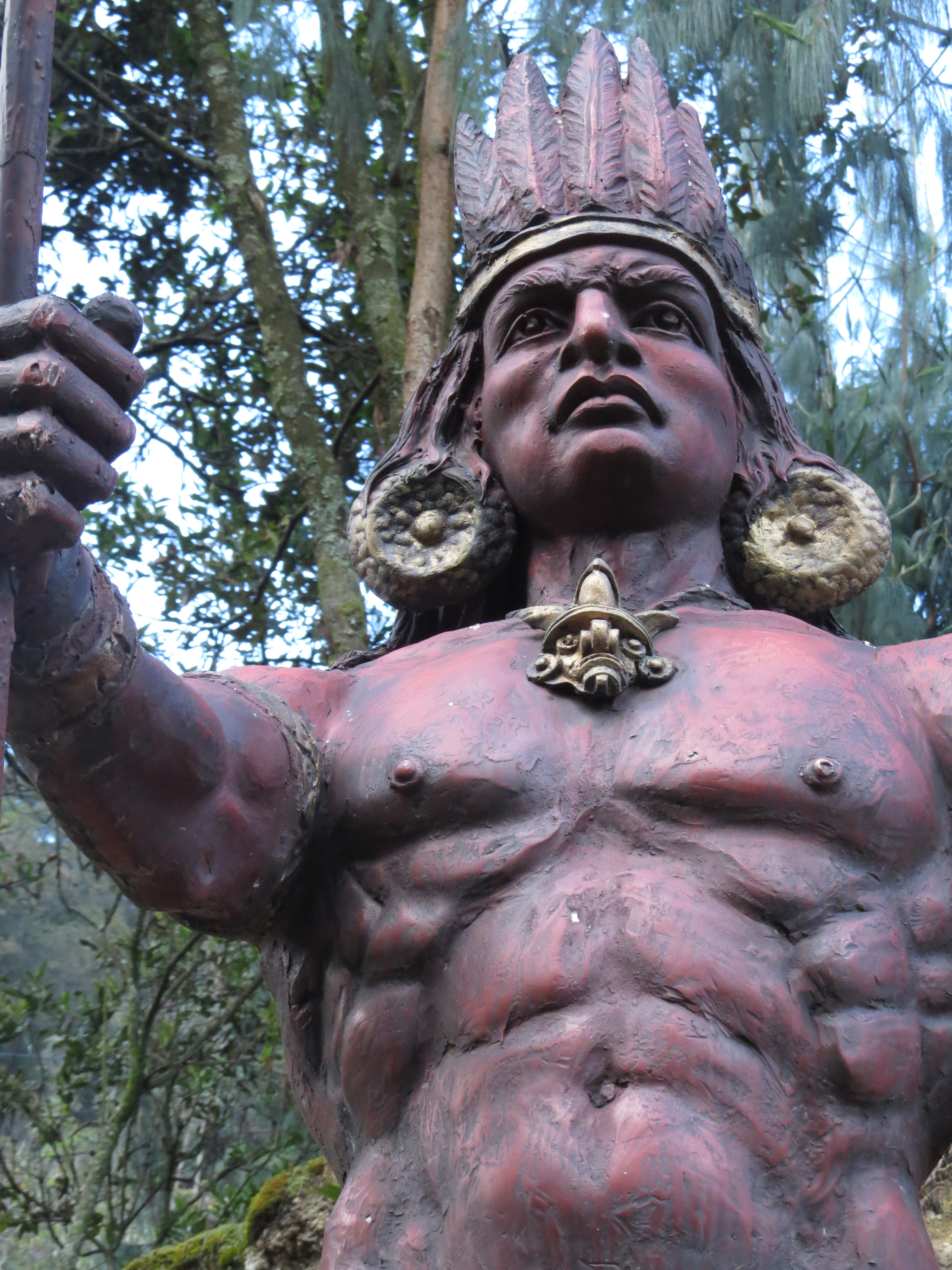
Estatua de los indígenas Güecha.

Güecha, o guecha, era como se conocía al guerrero muisca en la época prehispánica. Los güechas tenían como misión defender los territorios de la Confederación Muisca de las incursiones de tribus enemigas, como los panches. Por las descripciones que han quedado, los güechas parecen haber sido una casta, en el sentido de que era un grupo de personas que formaban una clase especial por sus características físicas, su personalidad, el trabajo que desempeñaban como guardianes del territorio muisca, los estímulos y recompensas que recibían, etc. ...

## Etimología
Fray Pedro Simón, cronista franciscano, refiere que en idioma muisca, güecha significa ‘valiente’; la traducción del primer elemento de la palabra presenta algunas dificultades porque la diéresis era un signo que no se escribía consistentemente; güe- (con diéresis) es ‘pueblo’ y entonces güecha es ‘varón del pueblo’, significado que concordaría perfectamente con el estatus o rango del guerrero. También se habla del que en voz muisca significa cha: varón, y bgye o bgüe: muerte; literalmente "varón que da la muerte"[cita requerida].

## Selección
Los guerreros güechas eran seleccionados entre los hombres más fuertes y valerosos de los dominios del psihipqua (príncipe). En su selección no entraban consideraciones de linaje ni de nobleza, por lo que cualquier hombre podía destacarse y ser enrolado para llegar a ser un güecha; si estos descollaban por su valor, podían llegar a ser nombrados caciques y por tanto, entrar a formar parte de la nobleza local.

## Características
Los güechas eran una casta privilegiada. No podía ser de otra manera en una sociedad que vivía en constante pie de guerra. Eran elegidos entre los varones más saludables, recios, valientes y esforzados. Sus hazañas bélicas eran recompensadas con largueza y los premios llegaban hasta el otorgamiento de cacicazgos vacantes. Los que caían en acción de guerra recibían imponentes honores póstumos que consistían en que sus cadáveres eran aderezados con determinadas bálsamos y conducidos en hombros de otros combatientes, a fin de que su yerta presencia animara e infundiera bríos a los soldados en la contienda. De este modo los güechas eran rescatados de la muerte para que salieran a ganar batallas contra sus enemigos. La casta de los güechas no era hereditaria. No era dignidad que se alcanzara por el nacimiento. A ella sólo llegaban los hombres por su arrojo y la fuerza de su brazo. Puede decirse, en otras palabras, que los güechas formaban la única casta “democrática” entre los muiscas.

## Aspecto
Todo su ajuar estaba hecho de oro, como acostumbraban los muiscas.
Sobre los güechas los Cronistas dan interesantes detalles: «Hombres de grandes cuerpos, valientes, sueltos, determinados y vigilantes» (Fray Pedro Simón), «hombres valientes y determinados, de hermosa y grande disposición, ligereza y maña» (Lucas Fernández de Piedrahíta). «Varones muiscas de las anteriores cualidades eran buscados entre los vasallos de todo el Reino de Bogotá instruyéndolos y enviándolos a las fortalezas de sus fronteras» (Fray Pedro Simón).
- Cabello:

No usaban melena sino que tenían el cabello muy corto, en palabras del Cronista «andaban trasquilados» (Lucas Fernández de Piedrahíta) para mayor seguridad y desembarazo en el combate cuerpo a cuerpo. Los hombres del común, por el contrario, usaban el cabello largo hasta los hombros y partido «en forma nazarena» como se puede observar en algunos de los parientes indígenas del cacique don Pedro Tabaco, óleo pintado por Gaspar de Figueroa en 1656 y propiedad de la iglesia de Cómbita (Boyacá), titulado San Nicolás de Tolentino. Según Fernández de Piedrahíta se consideraba gran afrenta que el cacique les cortase el cabello a los hombres del común, castigo utilizado también por los españoles. Por su parte, los muiscas de más alta jerarquía como el hoa Eucaneme de Hunza se sabe que usaban el cabello largo de tal manera que podían enrollarlo sobre la cabeza dentro de una guirnalda de plumas, como lo anota Piedrahíta, quien añade que una rosa de plumas les caía sobre las cejas. Otros principales señores y caciques usaban bonetes de algodón o cofias de red. 
- Joyas:

A los hombres comunes no les estaba permitido usar pinturas, galas, joyas y tampoco ninguna mujer las usaba. Las joyas solo eran gala de hombres como los chyquy (sacerdotes), los caciques o capitanes valientes con quienes se formaban «jerarquías entre los vasallos» (Fernández de Piedrahíta) y las lucían sobre las ricas mantas y los cuerpos embijados durante las procesiones, ceremonias y contiendas. Tenían coronas parecidas a las mitras y diademas, en la frente medias lunas de oro o plata con las puntas hacia arriba, máscaras, patenas de oro en el pecho, sartas de brazaletes de cuentas de piedras verdes, rojas, blancas o de hueso, ensartadas a trechos en canutillos de oro fino; chagualas de oro en las narices y en las orejas, ajorcas, etc. La licencia para usar joyas se extendía a los Uzaques que eran «como los grandes del reino», quienes tenían el privilegio de horadar orejas y narices para colgar allí y en el cuello las joyas en uso. Los güechas, seguramente por el oficio tan importante que desarrollaban en la defensa del territorio, según fray Pedro Simón, tenían licencia de usar objetos de oro; se relata que tenían todo el borde de las orejas horadado lo mismo que la nariz y los labios y de allí colgaban «cañutillos de oro fino,y tantos cuantos panches había muerto cada cual en la guerra» (Fernández de Piedrahíta).

## Armamento y guerra
Sobre las armas de los muiscas, que serían las que usarían los güechas, se mencionan macanas, dardos, lanzas, flechas, hondas, tiraderas; los arcos los manipulaban los esclavos panches y colimas que tenían y que eran llevados a las guerras, algunos Güechas juntaban púas con palos para rasgarle la piel al enemigo. Los jefes principales salían a combate «con encrespados penachos de bellas plumas de guacamayas y papagayos, fundados muchos de ellos en anchas cintas de fino oro, engastadas a trechos lucidas esmeraldas, brazaletes y corales de finas cuentas, con canutillos de oro a trechos...» (Pedro Simón). Fernández de Piedrahíta menciona en los combates «... las tintas de vija y jagua para el adorno y matiz de los cuerpos...».